# Zwijggelofte
Een zwijggelofte is een eed om een periode niet te spreken, vaak religieus gemotiveerd, zoals in veel christelijke kloosters. Anders dan het populaire beeld wil, zijn er geen grote christelijke kloosterordes die een zwijggelofte eisen. Wel is het in veel kloosters gebruikelijk dat de kloosterlingen een of meer specifieke periodes van de dag niet spreken, zoals bij de maaltijd. Ook bij strenge ordes als die van de Kartuizers kunnen de kloosterlingen nog regelmatig spreken, zoals bij (familie)bezoek, bij de biecht en de Bijbellezing. Ter compensatie van de stilte hebben kloosters vaak unieke en eenvoudige gebarentalen ontwikkeld.
Ook voor hindoeïstische en boeddhistische kloosterlingen zijn zwijggeloftes gebruikelijk. Verder zijn er niet-religieuze voorbeelden van zwijggeloftes, zoals de Day of Silence in Amerika om aandacht te vragen voor LHBTI-rechten en de Vow of Silence for Free The Children in Canada, tegen kinderarbeid. Mahatma Gandhi zweeg wekelijks een dag lang (op maandag) en Pythagoras liet zijn studenten in zijn semi-religieuze leefgemeenschap weinig spreken. Ook kunnen mensen om meer pathologische redenen een periode niet spreken, bijvoorbeeld na het verlies van een geliefde, tijdens een depressie of uit onvermogen te spreken over een trauma.